# Dicrastylis maritima
Dicrastylis maritima là một loài thực vật có hoa trong họ Hoa môi. Loài này được Rye & Trudgr. mô tả khoa học đầu tiên năm 1998.